# Bókaytelep
A Bókaytelep Budapest XVIII. kerületének egyik városrésze.

## Fekvése
Határai az Üllői út a Bartók Lajos utcától, Dalmady Győző utca, Wlassics Gyula utca, Madarász utca, Bókay Árpád utca, Garay utca, Varjú utca, Fürst Sándor utca, Sallai Imre utca, Margó Tivadar utca és a Bartók Lajos utca az Üllői útig.

## Története
A területet Bókay Árpád orvosprofesszor vásárolta meg és parcelláztatta fel. A később családi házakkal beépült környéket róla nevezték el. Azóta egyesítették a 19. század végén történt parcellázásból létesült egykori Ezerháztelep nevű városrésszel, amelynek egykori határai a következők voltak: Üllői út a Bartók Lajos utcától, Dalmady Győző utca, Batthyány Lajos utca és a Bartók Lajos utca az Üllői útig.
A városrészen belül található a Bókay-kert, ami egy időben Bókaykert néven önálló városrész is volt, de azóta beolvadt a telepbe, tekintve hogy állandó lakossal máig sem rendelkezik. A 16 hektáros köztér a kerület egyik kedvelt, jól karban tartott, forgalmas közparkja, mivel az önkormányzat tulajdonában lévő területen számos sportolásra, kikapcsolódásra, illetve szórakozásra alkalmas intézmény működik (teniszpályák, focipályák, szabadtéri színpad, lövészpavilon, fedett és szabadtéri medence, nemzetközi szintű kerékpáros cross pálya, stb.), illetve maga a kert is alkalmas szabadtéri kikapcsolódásra, ahol időnként szabadtéri rendezvényeket is tartanak.